# Personer i Sverige födda i Danmark
Till  personer i Sverige födda i Danmark räknas personer som är folkbokförda i Sverige och som har sitt ursprung i Danmark. Enligt Statistiska centralbyrån fanns det 2017 i Sverige sammanlagt cirka 40 600 personer födda i Danmark. 2019 bodde det i Sverige sammanlagt 106 271 personer som antingen själva var födda i Danmark eller hade minst en förälder som var det. 

## Historik
Det har funnits danskar i Sverige sedan århundraden tillbaka. Under andra världskriget sökte sig många danskar till Sverige, under Tysklands militära närvaro i Danmark. Många av dem var judar.

## Statistik
Den 31 december 2016 fanns 41 212 personer i Sverige som var födda i Danmark, varav 21 831 män (52,97 %) och 19 381 kvinnor (47,03 %). Motsvarande siffra för den 31 december 2000 var 38 190, varav 19 783 män (51,80 %) och 18 407 kvinnor (48,20 %).
Den 31 december 2016 bodde 20 816 (50,51 %) av personer födda i Danmark i Skåne län.
Den 31 december 2015 fanns 35 210 personer i Sverige som saknade svenskt medborgarskap men hade danskt medborgarskap, varav 20 116 män (57,13 %) och 15 094 kvinnor (42,87 %).

### Åldersfördelning
Siffror från Statistiska centralbyrån enligt den 31 december 2016:
| Ålder 31 december 2016 | Antal  | Andel   | Varav män | Kvinnor |
| ---------------------- | ------ | ------- | --------- | ------- |
| 0–14 år                | 2 801  | 6,80 %  | 1 406     | 1 395   |
| 15–24 år               | 2 701  | 6,55 %  | 1 250     | 1 451   |
| 25–54 år               | 16 042 | 38,93 % | 9 173     | 6 869   |
| 55–64 år               | 5 897  | 14,31 % | 3 100     | 2 797   |
| 65+ år                 | 13 771 | 33,42 % | 6 902     | 6 869   |

### Antal svenskar med dansk bakgrund
Den 31 december 2016 fanns utöver de 41 212 personerna som var födda i Danmark 66 232 personer som var födda i Sverige men hade dansk bakgrund eller ursprung, enligt Statistiska centralbyråns definition:
- Personer födda i Sverige med båda föräldrarna födda i Danmark: 6 686, varav 3 212 män och 3 474 kvinnor.
- Personer födda i Sverige med fadern född i Danmark och modern i ett annat utländskt land: 4 519, varav 2 178 män och 2 341 kvinnor.
- Personer födda i Sverige med modern född i Danmark och fadern i ett annat utländskt land: 3 107, varav 1 473 män och 1 634 kvinnor.
- Personer födda i Sverige med fadern född i Danmark och modern i Sverige: 28 877, varav 14 232 män och 14 645 kvinnor.
- Personer födda i Sverige med modern född i Danmark och fadern i Sverige: 23 043, varav 11 238 män och 11 805 kvinnor.

### Historisk utveckling
| Danska medborgare utan svenskt medborgarskap i Sverige 1973–2015                                                          | Danska medborgare utan svenskt medborgarskap i Sverige 1973–2015 | Danska medborgare utan svenskt medborgarskap i Sverige 1973–2015 | Danska medborgare utan svenskt medborgarskap i Sverige 1973–2015 | Danska medborgare utan svenskt medborgarskap i Sverige 1973–2015 |
| --- | ---------------------------------------------------------------- | ---------------------------------------------------------------- | ---------------------------------------------------------------- | ---------------------------------------------------------------- |
| |                                                                  |                                                                  |                                                                  |                                                                  |
| År |                                                                  |                                                                  | Folkmängd                                                        |                                                                  |
| 1973 | 1973                                                             |                                                                  | 28 237                                                           |                                                                  |
| 1975 | 1975                                                             |                                                                  | 38 284                                                           |                                                                  |
| 1980 | 1980                                                             |                                                                  | 29 465                                                           |                                                                  |
| 1985 | 1985                                                             |                                                                  | 25 105                                                           |                                                                  |
| 1990 | 1990                                                             |                                                                  | 28 586                                                           |                                                                  |
| 1995 | 1995                                                             |                                                                  | 26 485                                                           |                                                                  |
| 2000 | 2000                                                             |                                                                  | 25 567                                                           |                                                                  |
| 2005 | 2005                                                             |                                                                  | 32 885                                                           |                                                                  |
| 2010 | 2010                                                             |                                                                  | 40 458                                                           |                                                                  |
| 2015 | 2015                                                             |                                                                  | 37 104                                                           |                                                                  |
| Anm.: Befolkning den 31 december respektive år. Personer med dubbelt medborgarskap, varav det ena svenskt, inräknas inte. |                                                                  |                                                                  |                                                                  |                                                                  |

| Personer i Sverige födda i Danmark 1900–2024 | Personer i Sverige födda i Danmark 1900–2024 | Personer i Sverige födda i Danmark 1900–2024 | Personer i Sverige födda i Danmark 1900–2024 | Personer i Sverige födda i Danmark 1900–2024 |
| --- | -------------------------------------------- | -------------------------------------------- | -------------------------------------------- | -------------------------------------------- |
| |                                              |                                              |                                              |                                              |
| År |                                              |                                              | Folkmängd                                    |                                              |
| 1900 | 1900                                         |                                              | 6 872                                        |                                              |
| 1930 | 1930                                         |                                              | 8 726                                        |                                              |
| 1950 | 1950                                         |                                              | 22 801                                       |                                              |
| 1960 | 1960                                         |                                              | 35 112                                       |                                              |
| 1970 | 1970                                         |                                              | 39 152                                       |                                              |
| 1980 | 1980                                         |                                              | 43 501                                       |                                              |
| 1990 | 1990                                         |                                              | 43 931                                       |                                              |
| 2000 | 2000                                         |                                              | 38 190                                       |                                              |
| 2001 | 2001                                         |                                              | 38 870                                       |                                              |
| 2002 | 2002                                         |                                              | 39 890                                       |                                              |
| 2003 | 2003                                         |                                              | 40 921                                       |                                              |
| 2004 | 2004                                         |                                              | 41 663                                       |                                              |
| 2005 | 2005                                         |                                              | 42 602                                       |                                              |
| 2006 | 2006                                         |                                              | 44 444                                       |                                              |
| 2007 | 2007                                         |                                              | 45 941                                       |                                              |
| 2008 | 2008                                         |                                              | 46 167                                       |                                              |
| 2009 | 2009                                         |                                              | 46 002                                       |                                              |
| 2010 | 2010                                         |                                              | 45 548                                       |                                              |
| 2011 | 2011                                         |                                              | 44 951                                       |                                              |
| 2012 | 2012                                         |                                              | 44 209                                       |                                              |
| 2013 | 2013                                         |                                              | 43 198                                       |                                              |
| 2014 | 2014                                         |                                              | 42 374                                       |                                              |
| 2015 | 2015                                         |                                              | 41 870                                       |                                              |
| 2016 | 2016                                         |                                              | 41 212                                       |                                              |
| 2017 | 2017                                         |                                              | 40 563                                       |                                              |
| 2018 | 2018                                         |                                              | 40 011                                       |                                              |
| 2019 | 2019                                         |                                              | 39 457                                       |                                              |
| 2020 | 2020                                         |                                              | 38 929                                       |                                              |
| 2021 | 2021                                         |                                              | 38 474                                       |                                              |
| 2022 | 2022                                         |                                              | 38 070                                       |                                              |
| 2023 | 2023                                         |                                              | 37 655                                       |                                              |
| 2024 | 2024                                         |                                              | 37 203                                       |                                              |
| Anm.: Befolkning den 31 december respektive år förutom åren 1960 och 1970 som avser förhållandet den 1 november och år 1980 som avser förhållandet den 15 september. |                                              |                                              |                                              |                                              |